# Ophiactis virens
Ophiactis virens är en ormstjärneart som först beskrevs av Michael Sars 1857.  Ophiactis virens ingår i släktet Ophiactis och familjen bandormstjärnor. Inga underarter finns listade i Catalogue of Life.